# Marązy
Marązy (niem. Forst Maransen) – osada leśna w Polsce położona w województwie warmińsko-mazurskim, w powiecie olsztyńskim, w gminie Olsztynek. Miejscowość wchodzi w skład sołectwa Swaderki. W latach 1975–1998 miejscowość należała administracyjnie do województwa olsztyńskiego.
W osadzie, położonej na zachodnim brzegu jeziora Maróz, znajduje się Leśniczówka Marózek. W osadzie w 1997 r. mieszkały cztery osoby, w 2005 – pięć.